# Johann Hermann Stindt
Johann Hermann Stindt (* 12. September 1763 in Niederhemer; † 12. Juli 1846) war einer der bedeutendsten Mühlenbauer des Sauerlandes und Papierformenhersteller.
Er baute unter anderem 1816 die alte Sundwiger Mühle, 1819/1820 die Ebbergkirche in Hemer und arbeitete beim Bau an Heppings Mühle mit. Nach seinen Plänen wurde 1819 ein Doppelhaus am Schleddenhofer Weg in Iserlohn errichtet, in dem Familien leitender Bergwerksfachkräfte wohnten. Das Haus wurde später durch den Iserlohner Unternehmer Franz Maste erworben, an dieser Stelle abgebaut und in Iserlohn am Fritz-Kühn-Platz wieder aufgebaut. 1999 wurde das Iserlohner Museum für Handwerk und Postgeschichte in dem denkmalgeschützten Haus untergebracht.
Stindt stand der Herrnhuter Brüdergemeine nahe und war Mitglied des Kirchenvorstandes der evangelischen Kirchengemeinde Hemer.